# Tjendol
Tjendol ook geschreven als cendol is een gekoeld Indonesisch drankje dat vaak geserveerd wordt als dessert. Het bestaat uit groene druppels of sliertjes in een wit met bruine vloeistof. De drank komt in vrijwel geheel Zuidoost-Azië voor en kent daardoor ook verschillende namen en varianten. Dit dessert wordt meestal geserveerd in een longdrinkglas, of een ander hoog glas, met een rietje en een lepel. In Suriname wordt dawet, een nauw aan tjendol verwante drank gedronken. De oorsprong van dawet ijs ligt in Banjarnegara op Midden-Java, terwijl cendol uit Soenda, West-Java afkomstig is.

## Ingrediënten
De parels worden gemaakt door meel - mungbonennmeel, maïzena of tapiocameel - te koken met water suiker en een kleurstof. Als de gekookte substantie gaar is, wordt deze in een grote grove zeef geschept en opgevangen in ijswater, met als gevolg dat de pudding in druppelvorm  stolt. De bruine kleur in de vloeistof komt van Javaanse (of bruine) suiker in de kokosmelk. In plaats van de deegballetjes worden er in Birma en Thailand balletjes van witbrood gebruikt. Aan het hele recept wordt ook wat zout toegevoegd, om de smaken sterker naar voren te laten komen. Alles wordt gelaagd geserveerd en niet van tevoren gemengd.

## Variaties
Er zijn lokale verschillen en soms ook per familie. In Java wordt zwarte cendol (es dawet ireng) geserveerd met as van rijst gemengd in het water.
Andere varianten voegen bijvoorbeeld (rijpe) jackfruit toe aan de drank.